# Satsumanus multispinosus
Satsumanus multispinosus är en insektsart som beskrevs av Rauno E. Linnavuori 1960. Satsumanus multispinosus ingår i släktet Satsumanus och familjen dvärgstritar. Inga underarter finns listade i Catalogue of Life.